# Westley Richards
Westley Richards — английская семейная фирма, специализирующаяся на изготовлении ружей. Слоганом компании является: «Британское — значит лучше!»

## История
Фирма Westley Richards была основана в Бирмингеме в 1812 году, а в 1814 году открылось её лондонское отделение на Бонд-стрит. В 1815 году компания выпускала оружие для английской армии. Управляющим фирмы был назначен Уильям Бишоп. После отставки Бишопа, фирма продала лондонскую мастерскую Малколму Лайеллу. Ключевыми фигурами фирмы были Джон Дили и Уильям Энсон.
Во время Первой мировой войны фирма занималась производством вооружений. В 1918 году компания вернулась к производству ружей.
Во время Второй мировой войны компании из-за отсутствия финансов пришлось приостановить свою деятельность. Фирму приобрёл Е. Д. Барклай, который начал выпускать гарпуны и инструменты. В 1957 году Барклай продал акции Уолтеру Клоду.
На сегодняшний день фирма Westley Richards является признанным производителем ружей высочайшего класса. Эмблемой фирмы является графическое изображение картины Эдмунда Бристоу, созданной в 1830 году, на которой изображен Ричард Клод Виндзорский, предок нынешнего главы компании.